# Xenopirostris xenopirostris
El vanga de Lafresnaye (Xenopirostris xenopirostris) es una especie de ave de la familia Vangidae.

## Distribución y hábitat
Es endémica de Madagascar. Su hábitat natural son la zona de arbustos secos subtropical o tropical.